# Ceba tendra

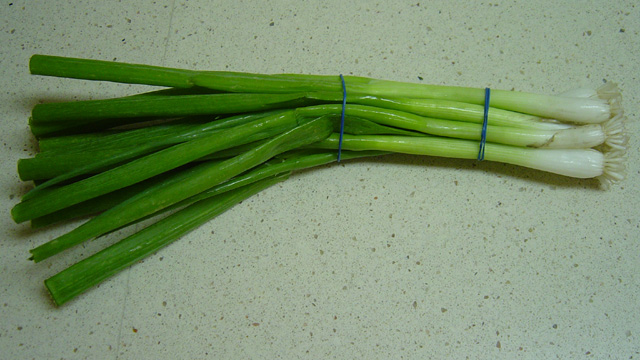
Cebes tendres collides de fresc. Es pot veure les fulles buides i els bulbs amb prou feines formats.

Ceba tendra, cebeta o ceballot es diu a les plantes comestibles d'algunes espècies del gènere Allium que es cullen abans de tenir el bulb completament desenvolupat per a menjar-les tendres. De sabor més suau que la ceba, solen menjar-se crues finament capolades en sopes, fideus i amanides. Sovint es confon amb el cibulet, no obstant això, aquest no té bulb ni quan madura. A Catalunya existeix una varietat denominada calçot i al País Valencià hi ha una varietat anomenada bavosa.